# Alain Chevrier (auteur)
Pour les articles homonymes, voir Chevrier (homonymie).
Alain Chevrier, né le 15 décembre 1948 à Grenoble, est un psychiatre et vernien français, spécialiste de l'histoire des formes poétiques et du surréalisme.

## Biographie
Il vit à Rouen où il a exercé comme psychiatre. Il a publié des articles dans le Bulletin de la Société Jules-Verne, la Revue Jules Verne, L’Insaisissable (Bulletin de la Société des amis de Fantômas), L’Aiguille creuse (Bulletin de l'Association des Amis d'Arsène Lupin), Enigmatika, Rocambole, Cahiers Rebell, Critique, Romantisme, Poétique, Formules, Formes poétiques contemporaines, Histoires Littéraires, Les Cahiers Lautréamont, Mélusine, L'Étoile-Absinthe, Viridis Candela, Revue Verlaine, Parade Sauvage, Mezura, Cahiers du Centre d’Études métriques de l'Université de Nantes, Documents de travail du Centre d’Argotologie de la Sorbonne, Que Vlo-ve, L’Étoile de mer (Cahiers Robert Desnos), La Licorne, Limon, Europe, Papilles, Les Amis de Valentin Brû, Cahiers Raymond Queneau, La Revue des lettres modernes (série Raymond Roussel), Cahiers Marcel Schwob, Cahiers Francis Jammes, Cahiers Jacques Roubaud (revue en ligne), J'écris pourtant (Bulletin de la société des études Marceline Desbordes-Valmore), , etc., ainsi que des poèmes dans Papilles, Formules, Formes poétiques contemporaines, Suplemento+, Tema, Place de la Sorbonne et Bacchanales.
Il est par ailleurs l'éditeur scientifique d'ouvrages de poésie tels les Poèmes en Argot de Robert Desnos chez Nizet en 2010.

## Éditions critiques
- Hans Bellmer, Unica Zürn, Lettres au docteur Ferdière, Nouvelles Éditions Séguier, 1994.
- Jean Richepin, Le Coin des fous, Nouvelles Éditions Séguier, 1996.
- Alphonse Séché, Contes des yeux fermés, Nouvelles Éditions Séguier, 1996.
- Georges Rodenbach, Le Rouet des brumes, Séguier-Atlantica, 1997.
- Gabriel-Antoine-Joseph Hécart, Anagramméana, Plein Chant, 2007.
- Robert Desnos, Les Poèmes en argot, Nizet, 2010.
- Alfred Jarry, Gestes et opinions du docteur Faustroll, pataphysicien, dans Henri Béhar et coll., Alfred Jarry, Œuvres complètes, Classiques Garnier, t. 3, 2013, et contribution au t. 5, 2019.
- La Matière et l’esprit : la littérature scatologique au XVIIIe siècle, Classiques Garnier, 2018.

## Participation à ouvrage collectif
- Marcel Gauchet et Gladys Swain, Le vrai Charcot, Calmann-Lévy, 1997.
- Dictionnaire Rimbaud, sous la direction d'Adrien Cavallaro, Yann Frémy et Alain Vaillant, Classiques Garnier, 2021.

## Essais
- Le Sexe des rimes, Les Belles-Lettres, 1996
- La Syllabe et l'écho. Histoire de la contrainte monosyllabique, Les Belles Lettres, 2003.
- Histoire de mademoiselle Rosette. Testament cassé d'un homme qui croyait être fille, Gallimard, 2007.
- Le décasyllabe à césure médiane. Histoire du taratantara, Classique Garnier, 2011.
- La Clef des Songes de Robert Desnos : une émission radiophonique sur les rêves en 1938, L'Age d'Homme, 2016.

## Poésie
- Notes/sténo. Anagrammes, Rdl, Formules, 2009.
- Couacs, Éd. des Vanneaux, 2014.
- Couacs 2, Éd. des Vanneaux, 2015.
- Couacs 3, Éd. des Vanneaux, 2016.
- Quoique, Éd. des Vanneaux, 2017.
- Quick, Éd. des Vanneaux, 2018.
- Quelques, Éd. des Vanneaux, 2019.
- Zuppa inglese, Éd. des Vanneaux, 2020.
- Quoi, Éd. des Vanneaux, 2021.
- 68 + 1 limericks suivi de Petite histoire du limerick français, Éd. de l'Éthernité, 2022.